# 天主教阿加茨暨阿斯馬特教區
天主教阿加茨暨阿斯馬特教區（拉丁語：Dioecesis Agatsensis）是印度尼西亞一個羅馬天主教教區，位於巴布亞省中部，屬馬老奇總教區。2006年有教友49,980人、12個堂區、21名司鐸。現任主教為類思·穆爾維托。
1969年5月29日自馬老奇總教區升為教區。